# Epidendrum schumannianum
Epidendrum schumannianum är en orkidéart som beskrevs av Rudolf Schlechter. Epidendrum schumannianum ingår i släktet Epidendrum och familjen orkidéer. Inga underarter finns listade i Catalogue of Life.